# Bellamya
Bellamya is een geslacht van weekdieren uit de klasse van de Gastropoda (slakken).

## Soorten
- Bellamya bengalensis (Lamarck, 1822)
- Bellamya hilmandensis (Kobelt, 1909)